# Вулиця Архітекторська (Львів)
Ву́лиця Архіте́кторська — вулиця у Галицькому районі міста Львова. Пролягає від вулиці Степана Бандери на північ до вулиці Старосольських.

## Історія
Відома з 1901 року під назвою вулиця Захарієвича, на честь львівського архітектора Юліана Захаревича. Під час німецької окупації мала назву Юстус Лібіг ґассе, на честь німецького хіміка та біолога Юстуса фон Лібіга. Сучасна назва — з 1946 року.

## Забудова
До вулиці Архітекторської приписані три будинки з непарного боку, які внесені до Реєстру пам'яток архітектури місцевого значення. На парному боці вулиці розташований дендрарій Львівської політехніки.
№ 3 — чиншова кам'яниця Отилії Вартересевич (колишня адреса — вул. Захарієвича, 3; конскрипційний № 1497 2/4), зведена у 1905—1906 роках за спільним проєктом архітекторів Зиґмунта Федорського й Петра Тарнавецького в стилі пізньої сецесії. Фасад кам'яниці оздоблений зеленими керамічними вставками на тлі нетинькованої цегли, парою фронтонів та розкішними металевими балконами. Будинок внесений до Реєстру пам'яток архітектури місцевого значення під охоронним № 847-м.
№ 5 — чиншова кам'яниця Анелі Штельцер (колишня адреса — вул. Захарієвича, 5; конскрипційний № 1496 2/4), зведена у 1905—1906 роках за спільним проєктом архітекторів Зигмунта Федорського й Петра Тарнавецького в стилі пізньої сецесії. Будинок внесений до Реєстру пам'яток архітектури місцевого значення під охоронним № 848-м.
№ 7 — чиншова кам'яниця доктора медицини Мечислава Теодоровича (колишня адреса — вул. Захарієвича, 7; конскрипційний № 1487 2/4), запроєктований у 1905 році архітектором Петром Тарнавецьким і зведена у 1908 році на розі з нинішньою вулицею Старосольських. Посеред головного фасаду розташований двоповерховий еркер, завершеним напівкруглим аттиком. Будинок внесений до Реєстру пам'яток архітектури місцевого значення під охоронним № 849-м.

Світлини вуличної забудови
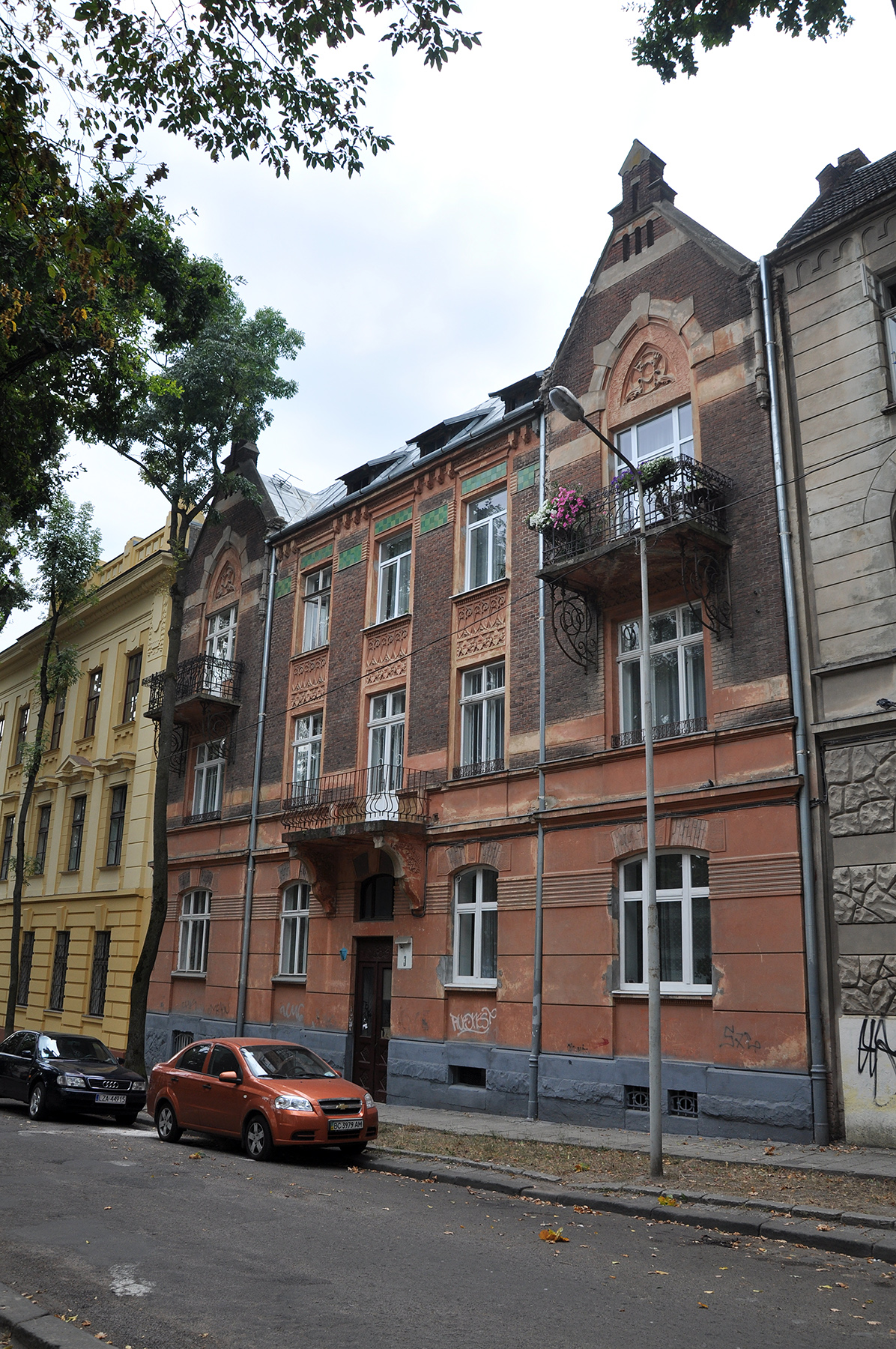
Колишня кам'яниця Отилії Вартересевич (вул. Архітекторська, 3)
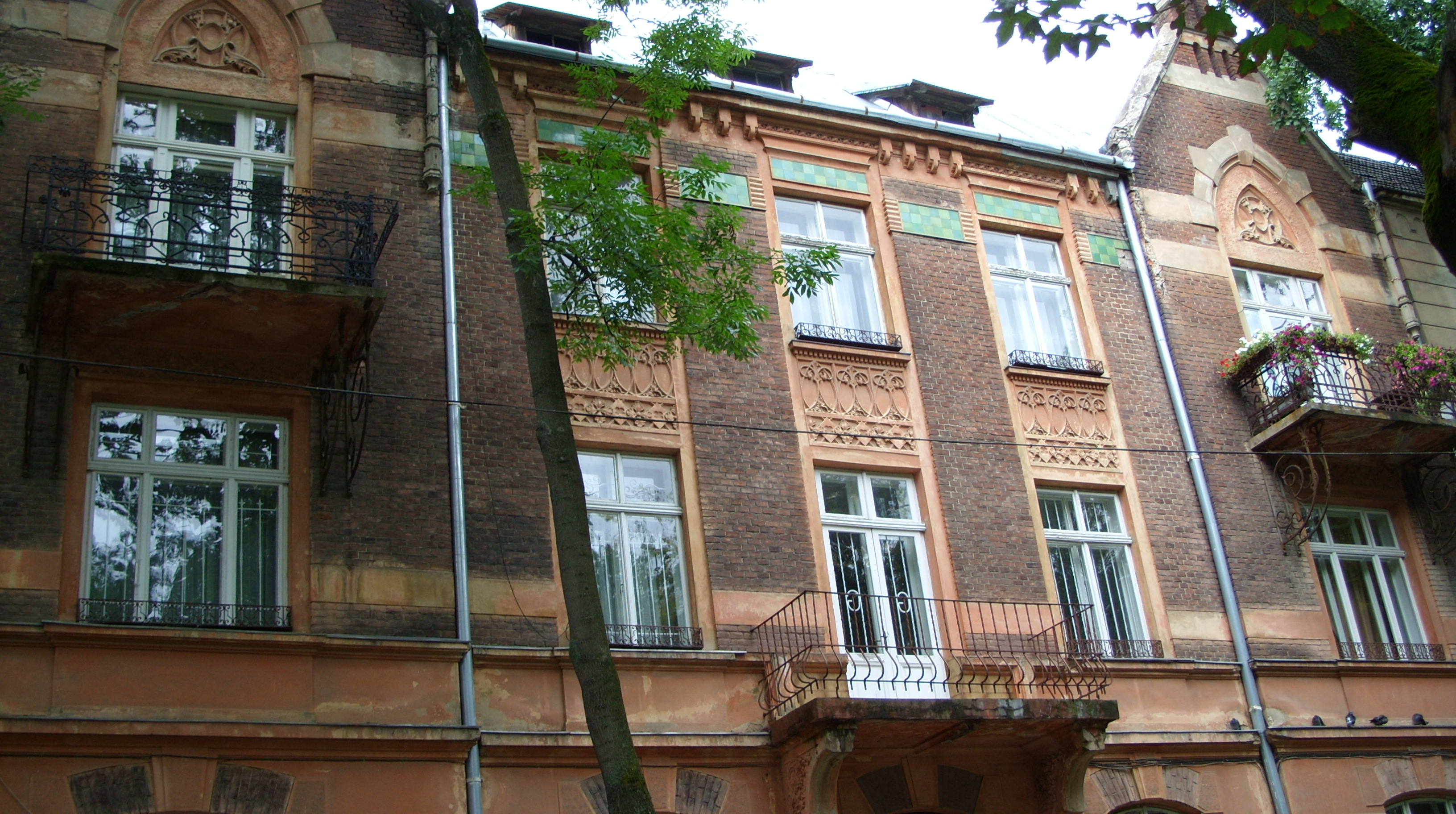
Колишня кам'яниця Отилії Вартересевич (вул. Архітекторська, 3)
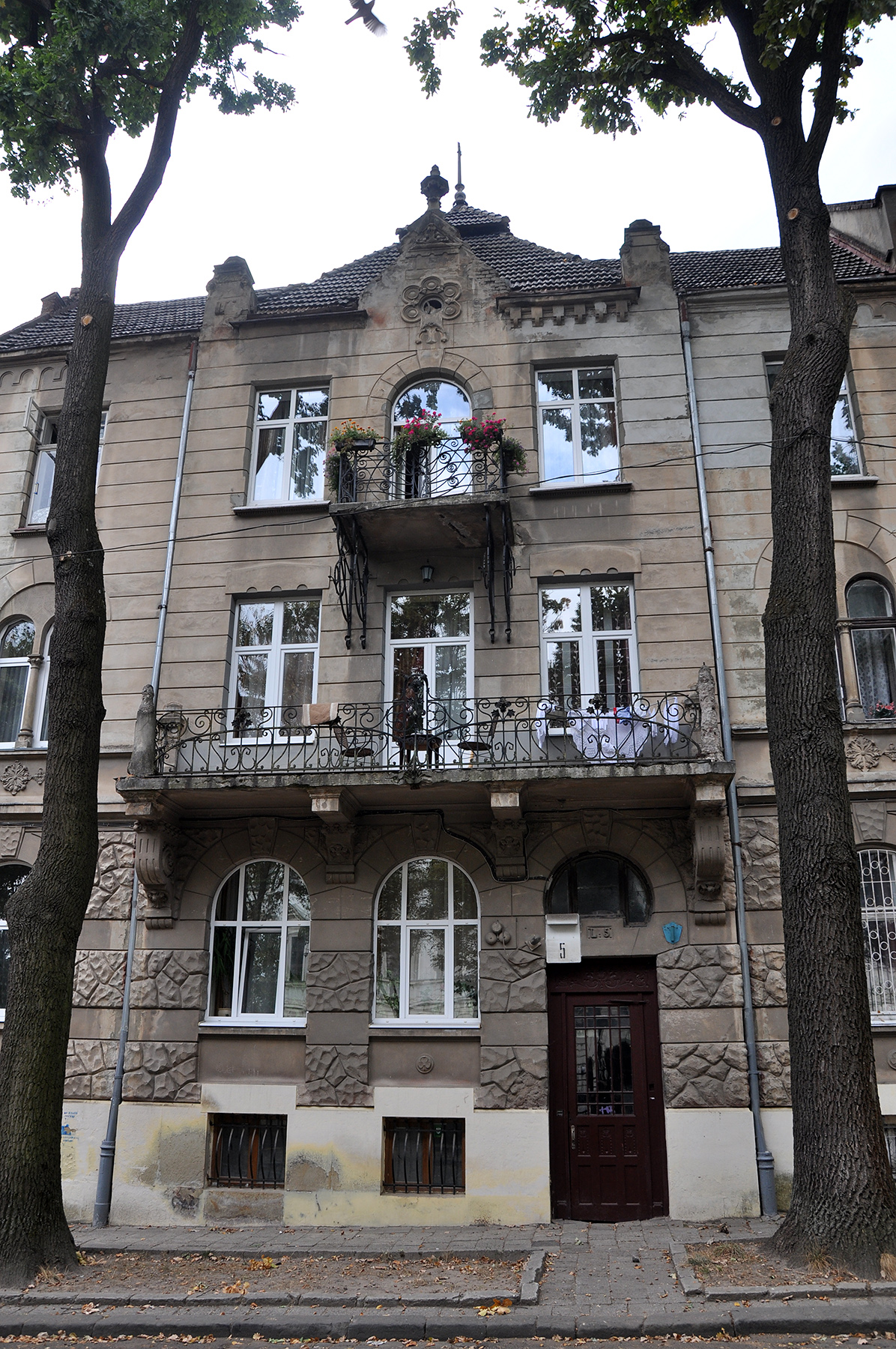
Колишня кам'яниця Анелі Штельцер (вул. Архітекторська, 5)
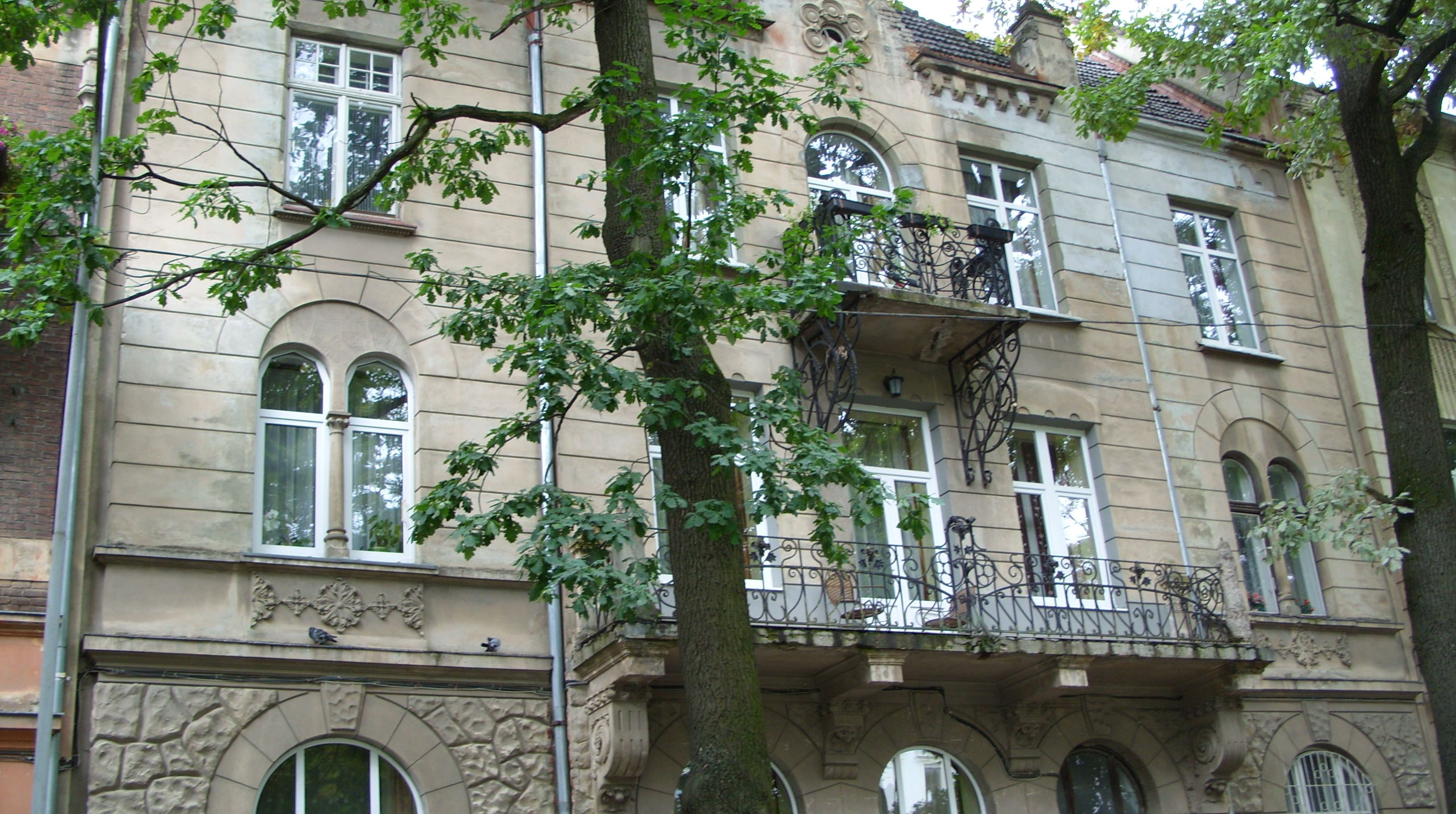
Колишня кам'яниця Анелі Штельцер (вул. Архітекторська, 5)
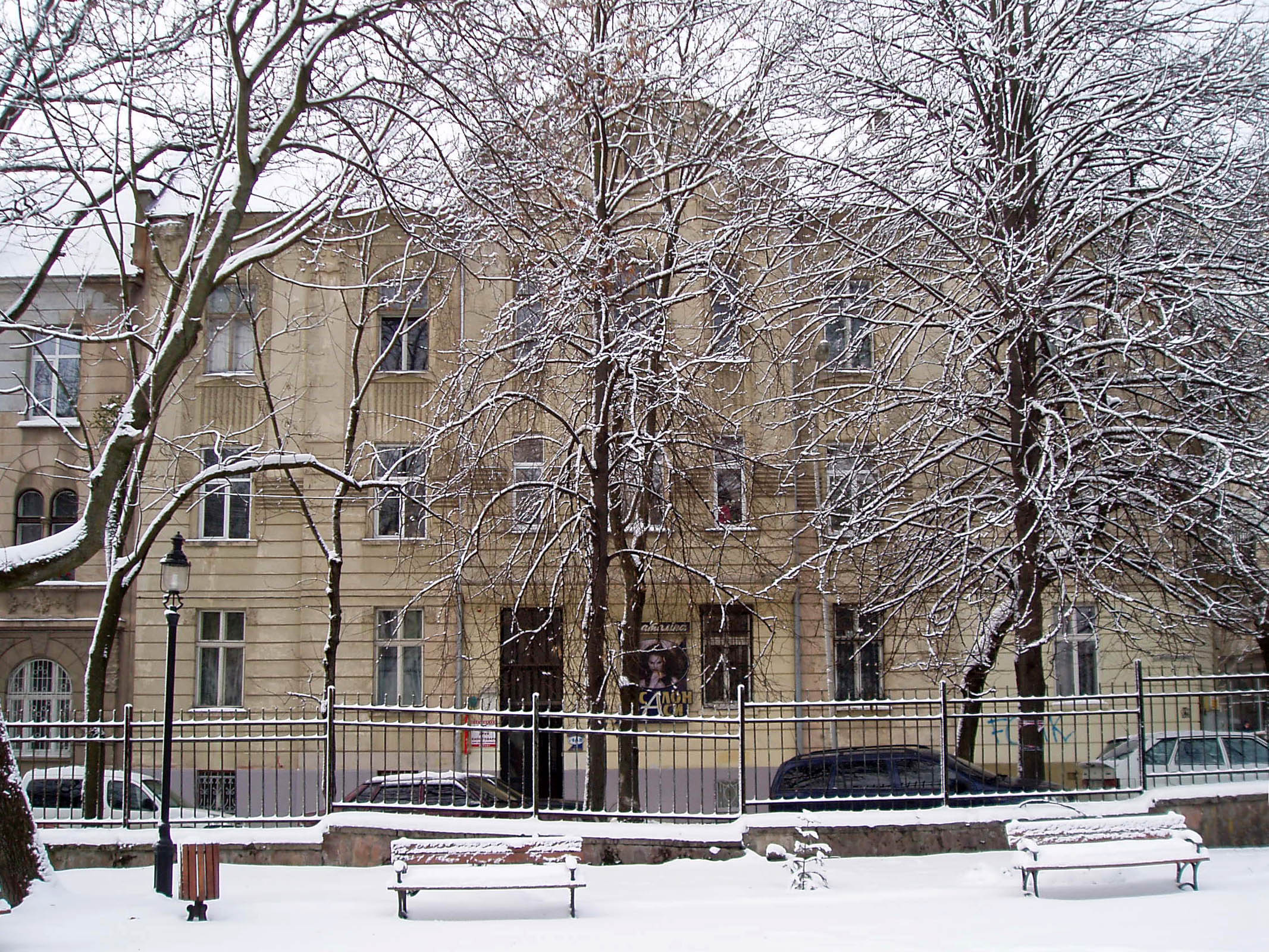
Колишня кам'яниця Мечислава Теодоровича (вул. Архітекторська, 7)
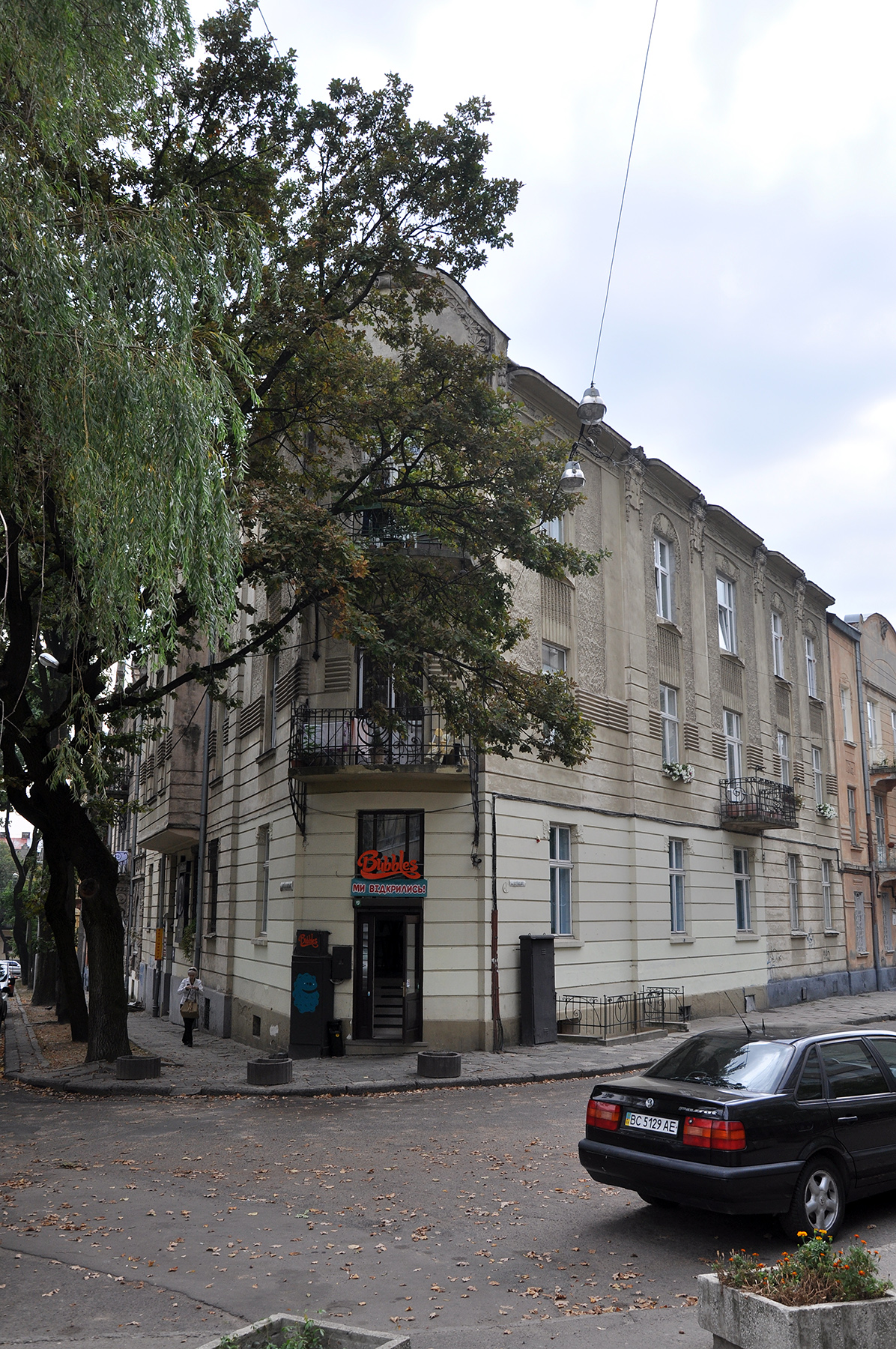
Колишня кам'яниця Мечислава Теодоровича (вул. Архітекторська, 7)

## Пам'ятники
Під час подій польсько-української війни у будинку головного корпусу політехніки діяв військовий шпиталь, а поряд ховали загиблих учасників. Після закінчення війни, тіла похованих на тимчасовому цвинтарі ексгумували та перенесли на Цвинтар Орлят, що на території Личаківського цвинтаря. Біля політехніки, де стояв хрест, 13 вересня 1925 року місце під монумент означили наріжним каменем. Встановленням пам'ятника біля політехніки займався спеціально створений комітет, головою якого був Леон Пінінський, збором коштів завідувала З. Камінська. Авторами пам'ятника були львів'яни-поляки — запроєктував його архітектор Вітольд Вінцент Равський, виконав скульптор Юзеф Стажинський за співпраці професора Анджея Альбрихта. Урочисте відкриття відбулося у річницю боїв, 22 листопада 1925 року. Монумент демонтований у радянський час, після 1950 року.